# Gaston Lagarrosse
Gaston Lagarrosse, né le 8 juin 1899 à Sempesserre (Gers) et mort le 21 mars 1953 à Paris, est un homme politique français.

## Biographie
Gaston Lagarrosse est exploitant forestier.
Il est élu au Conseil de la République,,.